# Stecklingsmesser

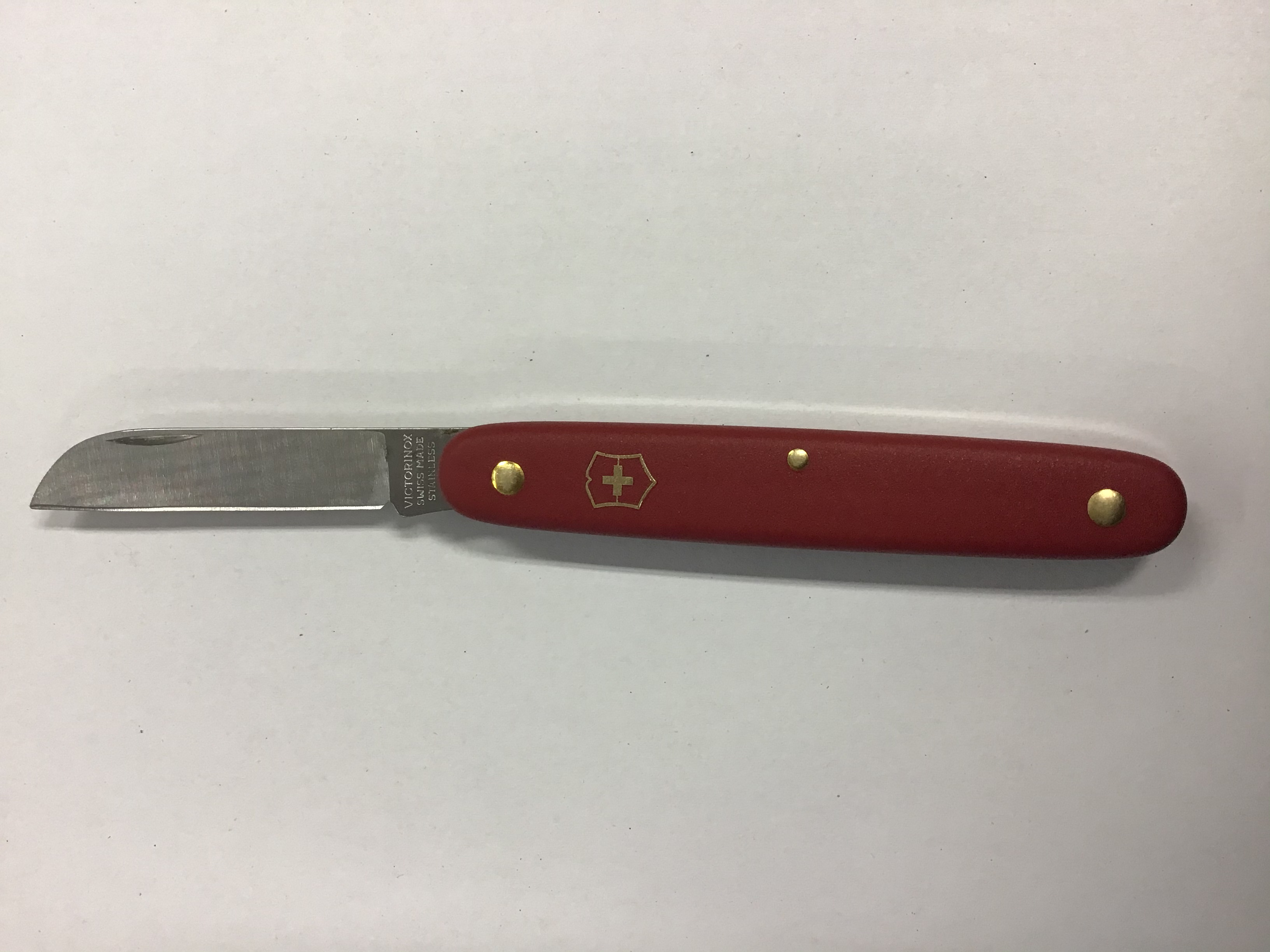

Stecklingsmesser (englisch: gardenknife) oder Veredelungsmesser dienen in Gärtnereien zum Schneiden von Stecklingen und für Veredelungen. Um eine optimale Einsetzung zu garantieren, muss die Klinge sehr scharfkantig sein.

Beim Stecklingsmesser handelt es sich um ein Klappmesser. Es besteht aus einer geraden, ca. 10 cm langen Klinge. Es ist zu beachten, dass die Schneide nur auf einer Seite geschliffen sein darf, da man sich sonst leicht verletzen könnte.

Um einen geraden Schnitt zu erzeugen, muss das Messer sehr scharf sein. Nach der Verwendung ist das Messer immer zu reinigen, um möglichen Infektionen vorzubeugen, die durch die Klinge in die frisch entstandene Wunde an der Pflanze weitergeleitet werden können.